# Сергий (Полеткин)
Митрополит Се́ргий (в миру Ви́ктор Моисе́евич Поле́ткин; 14 апреля 1951, деревня Ханино, Спас-Клепиковский район, Рязанская область) — епископ Русской православной церкви на покое, бывший митрополит Самарский и Новокуйбышевский.

## Биография
Родился 14 апреля 1951 года в деревне Ханино Спас-Клепиковского района Рязанской области. Был младшим, восьмым, ребёнком в верующей крестьянской семье: «Я очень любил рыбалку. Когда подрос, помогал родителям. Поскольку старшие уже разъехались, рано начал работать, в 13 лет. Сенокос — самая трудная пора, а так хочется и погулять, и покупаться со своими сверстниками. Но приходилось помогать. Жили мы скромно».
В 1966 году окончил среднюю школу-интернат. В 17 лет, после знакомства с архимандритом Серафимом (Урбановским), стал задумываться о церковном служении.
В 1969 году закончил строительный техникум в Москве, некоторое время проработал монтажником.
В 1972—1973 годах служил иподиаконом у епископа Рязанского и Касимовского Симона (Новикова) в Борисоглебском кафедральном соборе Рязани.
В 1973—1977 годах учился в Московской духовной семинарии. В 1977—1981 годах учился в Московской духовной академии, которую окончил со степенью кандидата богословия. Время, проведённое в Троице-Сергиевой лавре, он описал как «лучшие годы моей жизни».
26 апреля 1981 года в академическом храме в честь Покрова Божией Матери рукоположён в сан диакона целибатом, 24 июля 1982 года — во иерея.
20 июня 1983 году перешёл в клир Ростовской епархии, где служил в Рождество-Богородичном кафедральном соборе Ростова-на-Дону и исполнял обязанности секретаря митрополита Владимира (Сабодана) и делопроизводителя епархиального управления.
5 августа 1984 года назначен клириком Владимирского собора Ростова-на-Дону.
23 декабря 1984 года в Троице-Сергиевой лавре её наместником архимандритом Алексием (Кутеповым) пострижен в монашество с именем Сергий. На следующий день возведён в сан архимандрита.
В 1988 году переведён в Москву и назначен заведующим канцелярией Московской патриархии.

### Архиерейство
4 мая 1989 года в Белом зале Московской патриархии состоялся чин наречения в сан епископа Азовского, который совершили патриарх Пимен, митрополиты Крутицкий и Коломенский Ювеналий (Поярков), Ростовский и Новочеркасский Владимир (Сабодан), Волоколамский и Юрьевский Питирим (Нечаев), архиепископы Зарайский Алексий (Кутепов), Владимирский и Суздальский Валентин (Мищук) и епископ Можайский Григорий (Чирков).
5 мая 1989 году в Рождество-Богородичном кафедральном соборе Ростова-на-Дону хиротонисан в сан епископа Азовского, викария Ростовской епархии. Хиротонию возглавил митрополит Ростовский и Новочеркасский Владимир (Сабодан).
23 февраля 1993 года назначен епископом Самарским и Сызранским.
17 июля 1997 года постановлением Священного синода в связи с преобразованием Самарского духовного училища в семинарию назначен ректором последней.
25 февраля 1998 года патриархом Алексием II возведён в сан архиепископа.
С января по 19 июля 1999 года временно управлял Оренбургской епархией.
С января по 19 августа 2003 года временно управлял Саратовской епархией.
В июне 2008 года не прибыл на Архиерейский собор Русской православной церкви по болезни
5 октября 2011 года утверждён в должности священноархимандрита Богородичного Казанского мужского монастыря села Винновки.
С 15 марта 2012 года — глава новообразованной Самарской митрополии и временно управляющий Кинельской епархией, в связи с чем 18 марта в кафедральном соборном храме Христа Спасителя возведён в сан митрополита.
17 июня 2012 года освобождён от временного управления Кинельской епархией в связи с избранием для неё собственного епископа.
«За четверть века под руководством владыки Сергия в Самарской губернии появилось более 400 церквей. В областной столице строительство нескольких культовых сооружений сопровождалось скандалами. Экологи и активисты выступали против возведения соборов в парках Дружбы, Победы, Молодежном, на Воронежских озерах. Неоднозначно отнеслись самарцы и к появлению храмов на территории бывшего ипподрома, в сквере Калинина и на Барбошиной поляне».
7 марта 2018 года решением Священного синода освобождён от должности ректора Самарской духовной семинарии.
9 июля 2019 года решением Священного синода в связи с образованием Тольяттинской епархии титул изменён на «Самарский и Новокуйбышевский».
24 июля 2025 года решением Священного Синода РПЦ уволен на покой с местом пребывания в Рязанской области, «где у него имеется в собственности жильё, с получением содержания от Самарского епархиального управления».

## Награды
Церковные награды:
- Орден святого равноапостольного великого князя Владимира II степени (1988)
- Орден святого благоверного князя Даниила Московского II степени (1999)
- Орден преподобного Серафима Саровского II степени (14 апреля 2011)[10]
- Орден святителя Иннокентия, митрополита Московского и Коломенского II степени (2001)
- Памятная панагия (5 мая 2014; «во внимание к ..; усердным трудам и в связи с … знаменательной датой»)[11]
- Орден святителя Макария, митрополита Московского I степени (18 июля 2016)[12]
- Орден святителя Алексия, митрополита Московского III степени (18 июля 2019) — во внимание к усердным архипастырским трудам и в связи с 30-летием архиерейской хиротонии[13]

Государственные награды:
- Почётный знак Губернатора Самарской области «За служение людям» (28 августа 2023) — за общественную полезную работу, направленную на благо жителей Самарской области
- Орден Почёта (15 июля 2022) — за большой вклад в сохранение и развитие духовно-нравственных и культурных традиций, многолетнюю плодотворную деятельность[14]
- Орден Дружбы (17 апреля 2001) — за большой вклад в возрождение духовно-нравственных традиций и укрепление гражданского мира[15]
- Почётный гражданин Самарской области (28 апреля 2011)[16]

## Публикации
- Свято-Духовский скит близ Парижа // Журнал Московской Патриархии. 1985. — № 9. — С. 15-16.
- Из жизни епархий: Западноевропейский Экзархат // Журнал Московской Патриархии. 1987. — № 7. — С. 33-34.
- Поездка во Францию // Журнал Московской Патриархии. 1988. — № 10. — С. 26-28.
- Из жизни епархий: Ростовская епархия // Журнал Московской Патриархии. 1988. — № 11. — С. 31-32.
- Западноевропейский Экзархат // Журнал Московской Патриархии. 1989. — № 7. — С. 27-28.
- Из жизни епархий: Западноевропейский Экзархат // Журнал Московской Патриархии. 1990. — № 4. — С. 37.
- Время благоприятное. — Самара : Самарский Дом Печати, 2001. — 176 с.
- 10 лет во главе Самарской Епархии : 1993—2003. — Самара : Самарский Дом Печати, 2003. — 24 с.
- Человек рождён для вечности: выступления, статьи, беседы, проповеди, послания. — Самара : Самарский дом печати, 2004. — 256 с. — ISBN 5-7350-0379-8
- Единением и любовью спасемся: статьи, публикации, беседы, проповеди. — Самара : Самарский дом печати, 2006. — 304 с. — ISBN 5-7350-0398-4.